# Александрово (Вологодский район)
Александрово — упразднённая деревня в Вологодском районе Вологодской области.
Входила в состав Майского сельского поселения (с 1 января 2006 года по 8 апреля 2009 года входила в Гончаровское сельское поселение), с точки зрения административно-территориального деления — в Гончаровский сельсовет.
Расстояние до районного центра Вологды по автодороге — 41 км, до центра муниципального образования Майского по прямой — 22 км. Ближайшие населённые пункты — Кулиги, Корякино, Петрушино.
По переписи 2002 года население — 1 человек.
9 января 2021 года упразднена.